# Schmyt

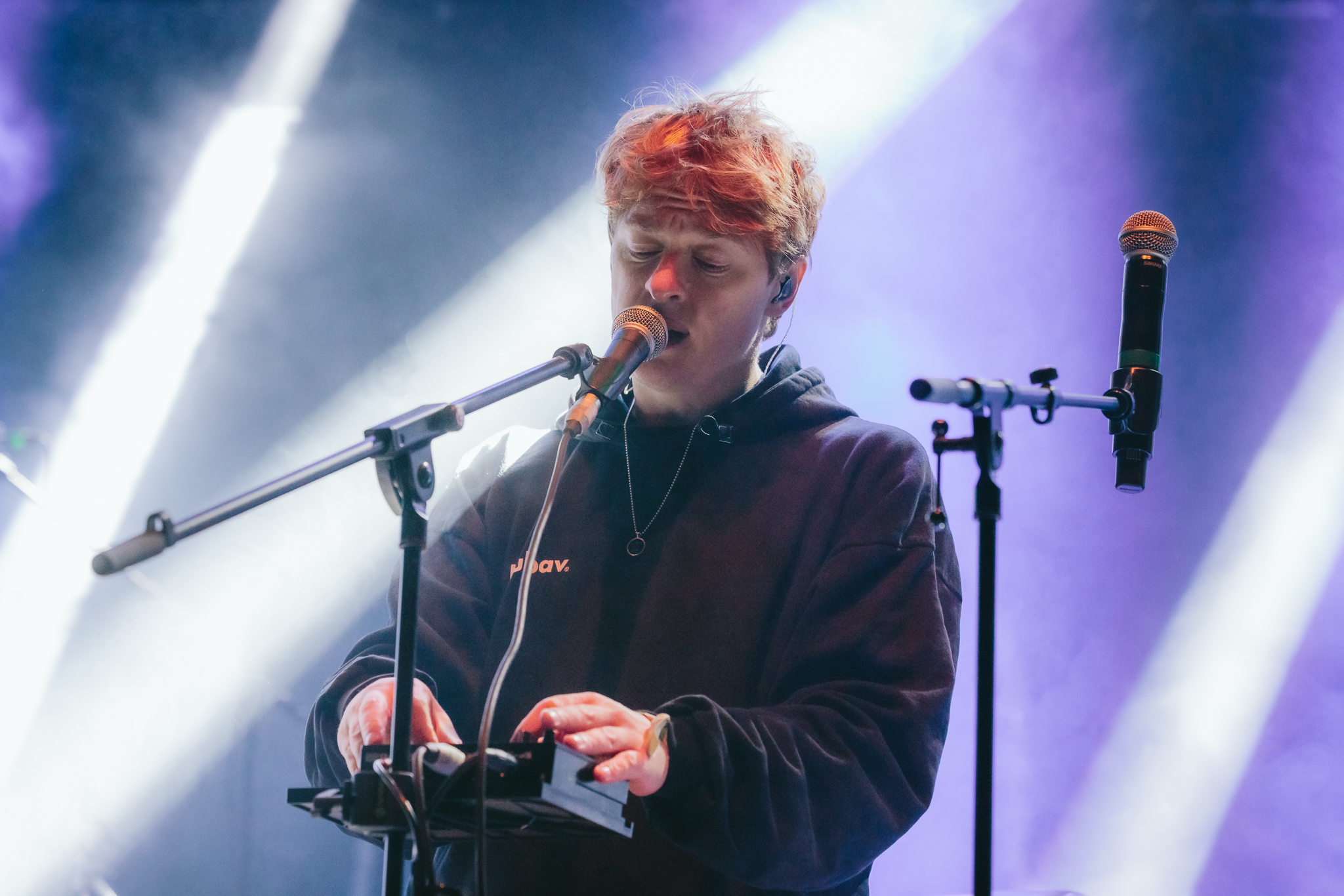
Schmyt (2022)

Schmyt (bürgerlich Julian Paul Schmit oder Julian Paul von Dohnányi; * 1982 oder 1983) ist ein deutscher Sänger. Ab 2007 war er als Sänger der Band Rakede tätig, bis diese sich 2020 auflöste und eine Zusammenarbeit, auf die einen Monat später die Debütsingle Niemand folgte, den Beginn seiner Solokarriere einläutete. Das Debütalbum Universum regelt erschien 2022. Schmyt unterzeichnete einen weltweiten Autorenexklusivvertrag bei Universal Music Publishing und wirkte an Liveauftritten und Studioaufnahmen anderer Musiker mit.

## Biografie
Schmit wuchs in Viersen mit klassischer Musik auf. Während seiner Kindheit lernte er Geige zu spielen, später Trompete und Gitarre. In Arnheim in den Niederlanden studierte er Jazz und Pop.
Während des Studiums lernte er die Gründungsmitglieder der Hip-Hop-Electro-Band Rakede kennen und schloss sich ihr 2007 als „Triebwerk 1“ an. So wirkte er bereits an der 2008 erschienenen ersten Single Wo geht's ins All der Gruppe mit. Zusammen mit Rakede absolvierte er ein Abschlusskonzert der Musikhochschule. Die Band hatte mit Jetzt gehst du weg einen kleinen Hit in Österreich. Sie veröffentlichte mit Schmit insgesamt zwei Alben und drei EPs, u. a. mit Kollaborationen mit Seeed, Samy Deluxe und Tua, bis sie sich im Juni 2020 auflöste.
Nach dem Studium lebte er zwei Jahre in Köln. Dem Kölner Stadt-Anzeiger zufolge gab er an, dort Songs mit seiner Band geschrieben und Werbejingles komponiert zu haben. Später relativierte er bei World Wide Wohnzimmer, nur einen einzigen eingesungen zu haben. Er lebte außerdem in Hamburg und Berlin, noch 2020 wurde er als Berliner bezeichnet. Im Jahr 2023 lebte er zusammen mit seiner damaligen Partnerin im Düsseldorfer Stadtteil Heerdt. Mit seiner Ex-Partnerin hat er eine Tochter. Laut von Der Spiegel zitierten Äußerungen auf Social Media soll er 11 Jahre mit ihr zusammen gewesen sein, von denen sie mehrere Jahre für sein Management verantwortlich gewesen sei. 2024 waren die beiden kein Paar mehr.

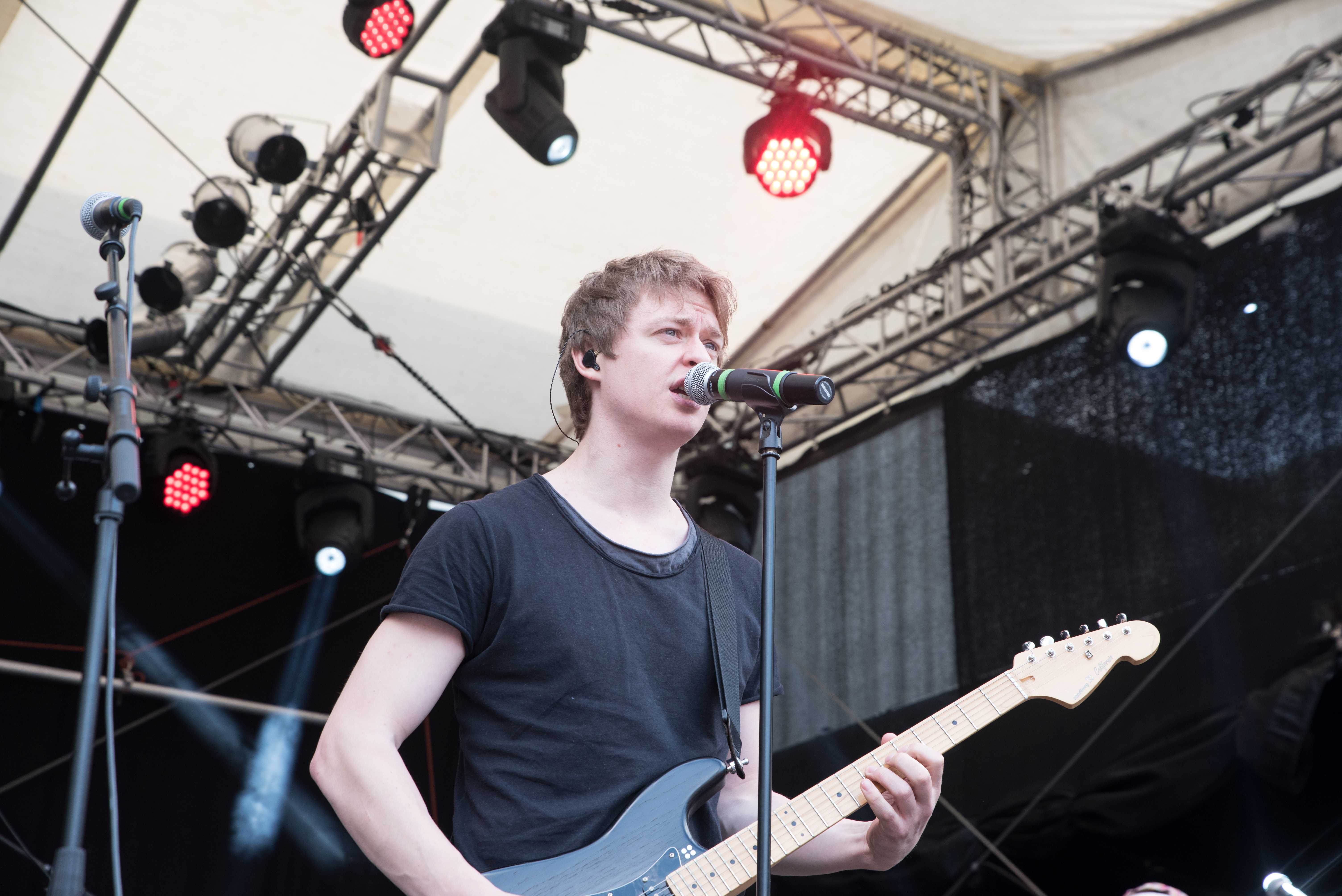
Julian Schmit mit Rakede (2016)

2016 begleitete er den Jazztrompeter Nils Wülker auf seiner Tournee.
Im selben Jahr der Auflösung von Rakede nahm Julian Schmit das Pseudonym Schmyt an und begann solo aufzutreten. Als erste Veröffentlichungen unter dem Pseudonym erschien im Februar 2020 eine Zusammenarbeit mit Yassin für den Soundtrack zum Roman Taubenleben von Paulina Czienskowski und im April desselben Jahres Monoton, eine Kollaboration mit Megaloh und Majan. Ebenfalls im April veröffentlichte er die Debütsingle Niemand. Zweite Single wurde Taximann; wie auch die erste Single, produziert von Bazzazian. Dieser sei über eine Demoversion von Taximann auf ihn aufmerksam geworden, so Schmit. Die Single orientierte sich stark an Bad Religion von Frank Ocean.
Im April 2021 veröffentlichte er die EP Gift. Als erste Singleauskopplung erschien der Titelsong als Kollaboration mit RIN. Der Song erreichte Platz 49 der deutschen Charts.
Im selben Monat unterzeichnete er einen weltweiten Autorenexklusivvertrag bei Universal Music Publishing.
Schmyt ist auf den Songs Athen und Douglas des 2021 veröffentlichten Albums Kleinstadt von RIN zu hören. Darüber hinaus wirkte er am Text von Insomnia mit.
Ebenfalls 2021 wurde er für die 1 Live Krone in der Kategorie Bester Newcomer Act nominiert.
Im Musikvideo zu Universum regelt wurde das gleichnamige Debütalbum angekündigt, das am 20. Mai 2022 erschien. Kritisiert wurde im Rahmen dessen die Romantisierung des Helfersyndroms in Ich wünschte, du wärst verloren und die von Gewalt in Scherben und Schnittwunden. Neben den Featuregästen Cro, Majan und OG Keemo wirkten Yassin und Fabian Römer als Songwriter an einigen Liedern mit. Als Produzenten sind Bazzazian, Alexis Troy, The Elements und RGB1 auf dem Album vertreten.
In verschiedenen Funktionen wirkte er unter anderem an Liedern von RIN, Till Lindemann, Max Giesinger, Haftbefehl, Tim Bendzko und Seeed mit. Zu seinen lyrischen Einflüssen zählt er etwa Gottfried Benn, Rainer Maria Rilke, James Joyce und Franz Kafka, zu den musikalischen Frank Ocean, James Blake, David Bowie und Rihanna. Der Musikjournalist Alex Barbian bezeichnete ihn zusammen mit Mine und Danger Dan als Vorreiter der „Neuen Deutschen Ballade“, einer Mischform aus Pop und Hip-Hop. In dem Nachrichtenmagazin Der Spiegel wird Schmyts Musik als R&B eingeordnet.

## Diskografie
Studioalben
- 2022: Universum regelt (Division Entertainment)

EPs
- 2021: Gift (Division Entertainment)

Singles
- 2020: Niemand
- 2020: Taximann
- 2021: Gift (feat. RIN)
- 2021: Leuchtreklame (Haftbefehl feat. Schmyt & Bausa)
- 2021: Keiner von den Quarterbacks
- 2021: Ich wünschte, du wärst verloren
- 2021: Universum regelt (feat. Majan; #18 der deutschen Single-Trend-Charts am 24. Dezember 2021)
- 2022: Liebe verloren (#20 der deutschen Single-Trend-Charts am 11. Februar 2022)
- 2022: Alles anders (weniger im Arsch) (feat. Cro)
- 2022: Mach kaputt (feat. OG Keemo; #1 der deutschen Single-Trend-Charts am 30. April 2022[23])
- 2024: Ich lieb dich kaputt (#9 der deutschen Single-Trend-Charts am 27. September 2024[24])

Gastbeiträge
- 2020: Yassin – Taube  (aus dem Soundtrack zu Taubenleben)[25]
- 2020: Majan & Megaloh – Monoton
- 2021: Haftbefehl feat. Schmyt & Bausa – Leuchtreklame (auf Das schwarze Album)
- 2021: RIN feat. Schmyt – Athen (auf Kleinstadt[26])
- 2021: RIN feat. Schmyt – Douglas (auf Kleinstadt)
- 2022: RIN feat. Schmyt – Sternenstaub
- 2023: Majan feat. Schmyt – Panikweiß
- 2023: Miksu / Macloud, Ansu & Majan feat. Schmyt – Treppenhaus

Mit Rakede
Autorenbeteiligungen in den Charts

| Jahr | Titel Interpretation                            | Höchstplatzierung, Gesamtwochen, AuszeichnungChartplatzierungen (Jahr, Titel, Interpretation, Platzierungen, Wochen, Auszeichnungen, Anmerkungen) | Höchstplatzierung, Gesamtwochen, AuszeichnungChartplatzierungen (Jahr, Titel, Interpretation, Platzierungen, Wochen, Auszeichnungen, Anmerkungen) | Höchstplatzierung, Gesamtwochen, AuszeichnungChartplatzierungen (Jahr, Titel, Interpretation, Platzierungen, Wochen, Auszeichnungen, Anmerkungen) | Anmerkungen                                               |
| Jahr | Titel Interpretation                            | DE | AT | CH | Anmerkungen                                               |
| ---- | ----------------------------------------------- | --- | --- | --- | --------------------------------------------------------- |
| 2019 | Hoch Tim Bendzko                                | DE10 Platin · (29 Wo.)DE | AT40 Platin · (30 Wo.)AT | — | Erstveröffentlichung: 19. Juli 2019 Verkäufe: + 430.000   |
| 2019 | Lass sie gehn Seeed                             | DE42 (1 Wo.)DE | — | — | Erstveröffentlichung: 26. Juli 2019                       |
| 2019 | G€LD Seeed                                      | DE59 (7 Wo.)DE | — | — | Erstveröffentlichung: 20. September 2019                  |
| 2020 | Du tust es immer wieder Lea                     | DE79 (1 Wo.)DE | — | — | Erstveröffentlichung: 19. November 2020                   |
| 2021 | Leere Hände Santos x Sido x Samra               | DE2 Gold · (12 Wo.)DE | AT5 (8 Wo.)AT | CH5 (13 Wo.)CH | Erstveröffentlichung: 8. April 2021 Verkäufe: + 200.000   |
| 2021 | 4 Kanaken Haftbefehl feat. Capo, Veysel & Ezhel | DE50 (1 Wo.)DE | — | — | Erstveröffentlichung: 29. April 2021                      |
| 2021 | Insomnia RIN feat. Giant Rooks                  | DE25 (1 Wo.)DE | AT45 (1 Wo.)AT | CH79 (1 Wo.)CH | Erstveröffentlichung: 25. Juni 2021                       |
| 2021 | Wenn du mich lässt Lea                          | DE22 Gold · (20 Wo.)DE | AT52 Gold · (8 Wo.)AT | CH87 (1 Wo.)CH | Erstveröffentlichung: 20. August 2021 Verkäufe: + 215.000 |
| 2021 | Küsse wie Gift Lea x Luna                       | DE19 (9 Wo.)DE | AT50 (1 Wo.)AT | CH70 (1 Wo.)CH | Erstveröffentlichung: 4. November 2021                    |
| 2021 | Babsi Bars Shirin David                         | — | — | CH40 (1 Wo.)CH | Erstveröffentlichung: 18. November 2021                   |
| 2023 | Wenn du mich lässt Montez                       | DE96 (1 Wo.)DE | — | — | Erstveröffentlichung: 3. Mai 2023 Original: Lea           |